# Zahna-Elster
Zahna-Elster est une ville allemande située dans l'arrondissement de Wittemberg, à l'est du le Land de Saxe-Anhalt. 

## Géographie
Le territoire communal s'étend des collines du Flamain au nord jusqu'à la rive de l'Elbe au sud, au confluent de l'Elster Noire. La municipalité actuelle est née le 1er janvier 2011, de la fusion de la ville de Zahna et des communautés environnantes de :
| - Dietrichsdorf - Elster - Gadegast - Leetza | - Listerfehrda - Mühlanger - Zemnick - Zörnigall |

## Transports
Les gares de Zahna, de Bülzig et de Zörnigall se trouvent sur la ligne de Berlin à Halle (Anhalter Bahn).

## Personnalités liées à la ville
- Reiner Haseloff (né en 1954), homme politique, né au village de Bülzig ;
- Frank Wartenberg (né en 1955), athlète spécialiste du saut en longueur, né à Bülzig.